# María José Cáceres
María José Cáceres Morales (Perú, 11 de junio de 1996) es una futbolista peruana que juega como lateral izquierda y defensa central para Universitario de Deportes de la Liga peruana y la selección del Perú.

## Trayectoria
Debutó deportivamente con Independiente San Felipe en 2011, club donde permaneció por dos temporadas. Su siguiente experiencia futbolística se dio en Alianza Lima, donde pasó a reforzar a Real Maracaná en 2014, con el fin de participar en la Copa Libertadores de ese año. En dicho torneo logró su punto más alto venciendo al equipo de Mundo Futuro boliviano por 2-3.
A su vuelta al club de La Victoria tuvo una destacada actuación obteniendo el subtítulo del Campeonato Metropolitano del 2015. Seguidamente pasó al equipo femenino de Sporting Cristal (antes conocido como Fuerza Cristal). Ahí militó durante dos temporadas.
A mediados del 2017 concreta su llegada a su actual club, Universitario de Deportes, equipo donde lograría sus mayores éxitos deportivos tales como un subcampeonato metropolitano ese mismo año y, dos años más tarde finalmente ganó el título nacional con las Leonas. Con el club crema disputó dos Libertadores más: las ediciones del 2017 en Paraguay y del 2020 en Argentina.
En la actualidad se encuentra disputando el torneo de la Liga peruana, teniendo actuaciones destacadas tales como la goleada 14-0 ante UTC, dando un pase gol.

## Estadísticas

### Clubes
| Club                     | País | Año             |
| ------------------------ | ---- | --------------- |
| Independiente San Felipe | Perú | 2011 - 2012     |
| Alianza Lima             | Perú | 2013 - 2015     |
| Real Maracaná            | Perú | 2014            |
| Fuerza Cristal           | Perú | 2015 - 2017     |
| Universitario            | Perú | 2017 - presente |

## Palmarés

### Títulos nacionales
| Título              | Club          | País | Año  |
| ------------------- | ------------- | ---- | ---- |
| Campeonato Nacional | Universitario | Perú | 2019 |